# Karl Ludwig Kahlbaum
Karl Ludwig Kahlbaum, né le 28 décembre 1828 à Driesen et mort le 15 avril 1899, est un psychiatre et professeur de médecine prussien. En 1855, il obtient son doctorat de médecine à Berlin.

## Biographie
Kahlbaum étudie la médecine aux universités de Königsberg, de Würzbourg et Leipzig. Il obtient son diplôme de doctorat en 1855 à Berlin et travaille dans l'établissement psychiatrique de Wehlau. De 1863 à 1866, il est également maître de conférences à l'Université de Königsberg où il enseigne la psychiatrie. En 1866, Kahlbaum s'installe à Görlitz dans l'établissement de soins pour épileptiques fondé en 1855 par Hermann Andreas Reimer (de) (1825-1906).

## Ouvrages
- De avium tractus alimentarii anatomia et histologia nonnulla  (Thèse de doctorat), Berlin, 1854.
- Die Gruppierung der psychischen Krankheiten und die Einteilung der Seelenstörungen, Danzig, 1863.
- « Die Sinnesdelirien (und ihre verschiedene Formen) », Zeitschrift für Psychiatrie, vol. 23,‎ 1866, p. 56-78.
- Die Katatonie oder das Spannungsirresein, Berlin, Hirschwald, 1874, 23 p..
- « Die klinisch-diagnostischen Gesichtspunkte der Pathologie », Volkmann's Sammlung klinisher Vorträge, no 126,‎ 1878.
- « Über jugendliche Nerven- und Gemütskranke und ihre pädagogische Behandlung in der Anstalt », Allgemeine Zeitschrift für Psychiatrie, no 44,‎ 1884.